# Kuźnica (village)
Pour les articles homonymes, voir Kuźnica.
Kuźnica est un village polonais de la voïvodie de Podlachie et du powiat de Sokółka. Il est le siège de la gmina de Kuźnica et comptait 1 767 habitants en 2013. Le village est situé à la frontière avec la Biélorussie.